# Rasliw (Kaliningrad)
Rasliw (russisch Разлив, deutsch Derwehlischken) ist ein Ort in der russischen Oblast Kaliningrad. Er gehört zur kommunalen Selbstverwaltungseinheit Stadtkreis Slawsk im Rajon Slawsk.

## Geographische Lage
Rasliw liegt 20 Kilometer südwestlich der einstigen Kreisstadt Heydekrug (heute litauisch: Šilutė) und 26 Kilometer nordwestlich der heutigen Rajonshauptstadt Slawsk (Heinrichswalde). Ein Landweg, der von der Regionalstraße 27A-034 (ex R513) östlich von Prochladnoje (Kallningken, 1938 bis 1945 Herdenau) abzweigt, führt direkt in den Ort. Eine Bahnanbindung besteht nicht.

## Geschichte
Der Ort Derwehlischken wurde 1719 als köllmisches Gut und 1785 als köllmisches Dorf bezeichnet. 1874 wurde der Ort als Landgemeinde in den neu eingerichteten Amtsbezirk Karkeln im Kreis Heydekrug eingegliedert. Nach der Abtrennung des Memellandes vom Deutschen Reich infolge des Ersten Weltkrieges gelangte Derwehlischken 1922 mit diesem Amtsbezirk in den Kreis Niederung. 1932 wurde Derwehlischken nach Kallningken eingemeindet.
In Folge des Zweiten Weltkrieges kam der Ortsteil 1945 mit dem nördlichen Ostpreußen zur Sowjetunion. Er wurde 1950 wieder als eigenständiger Ort in „Rasliw“ umbenannt und gleichzeitig dem Dorfsowjet Jasnowski selski Sowet im Rajon Slawsk zugeordnet. Vermutlich gelangte der Ort noch 1950 in den Lewobereschenski selski Sowet und 1965 dann in den Prochladnenski selski Sowet. Von 2008 bis 2015 gehörte Rasliw zur Landgemeinde Jasnowskoje selskoje posselenije und seither zum Stadtkreis Slawsk.

### Einwohnerentwicklung
| Jahr | Einwohner |
| ---- | --------- |
| 1910 | 49        |
| 2002 | 29        |
| 2010 | 24        |

## Kirche
Die Bevölkerung Derwehlischkens war vor 1945 fast ausnahmslos evangelischer Konfession. Das Dorf gehörte zum Kirchspiel der Kirche Schakuhnen (der Ort hieß zwischen 1938 und 1945: Schakendorf, heute russisch: Lewobereschnoje), die dem Kirchenkreis Niederung in der Kirchenprovinz Ostpreußen der Kirche der Altpreußischen Union zugeordnet war. Heute liegt Rasliw im Einzugsbereich der in den 1990er Jahren neu entstandenen evangelisch-lutherischen Kirchengemeinde in Slawsk (Heinrichswalde) innerhalb der Propstei Kaliningrad (Königsberg) der Evangelisch-lutherischen Kirche Europäisches Russland.